# Grantsville (Nyugat-Virginia)
Grantsville település az Amerikai Egyesült Államok Nyugat-Virginia államában, Calhoun megyében, melynek megyeszékhelye is. Lakosainak száma 494 fő (2020. április 1.).

## Népesség
A település népességének változása:

| 2010 | 561 |
| 2020 | 494 |